# Бігато

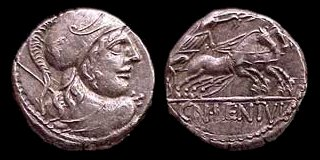
Вікторія на бізі на реверсі денарія бігато, та головою Марса на аверсі.

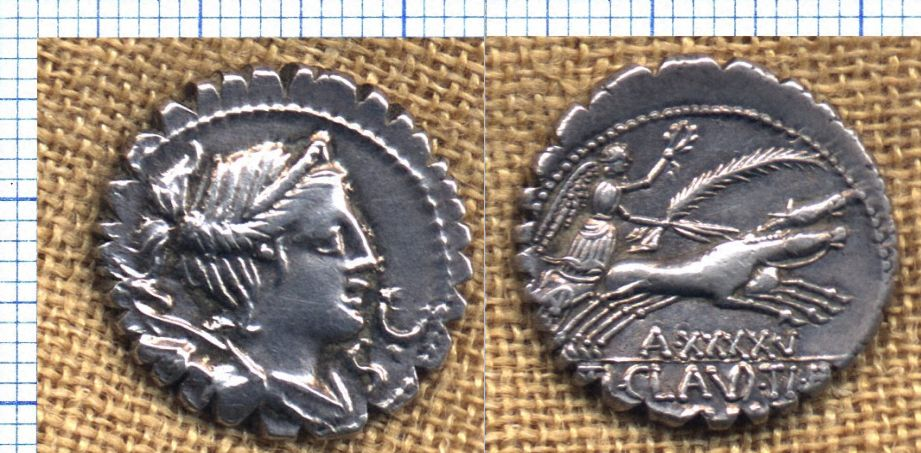
Denarius Serratus з Вікторією на бізі

Бігато (лат. bigatus, множина bigati) — тип карбованого денарія з зображенням біги (колісниці, запряженої двома конями) на реверсі монети. Монети з'являються у вжитку у 2 столітті до н. е. як альтернатива до вікторіатуса. Більшість дослідників схиляється до думки, що монета вживалася пізніше 190 р. до н. е. Денарій з зображенням колісниці із 4 конями був вже у вжитку з назвою Квадріґатус.
У своєму описі Германії, Тацит (56-117 н. е.) відзначає, що в той час як більшість німецьких народів свого часу як і раніше покладаються на бартер, ті що проживають уздовж кордонів імперії та займаються торгівлею з використанням валюти довіряють тільки «давно і добре відомим» монетам таким як Біґато і Серратус, остання з зубчастими краями. Монети покриті цінними металами ззовні та дешевими всередині почали циркулювати з часів Юлія Цезаря. Вони і були причинами побоювань